# Skatt (föremål)

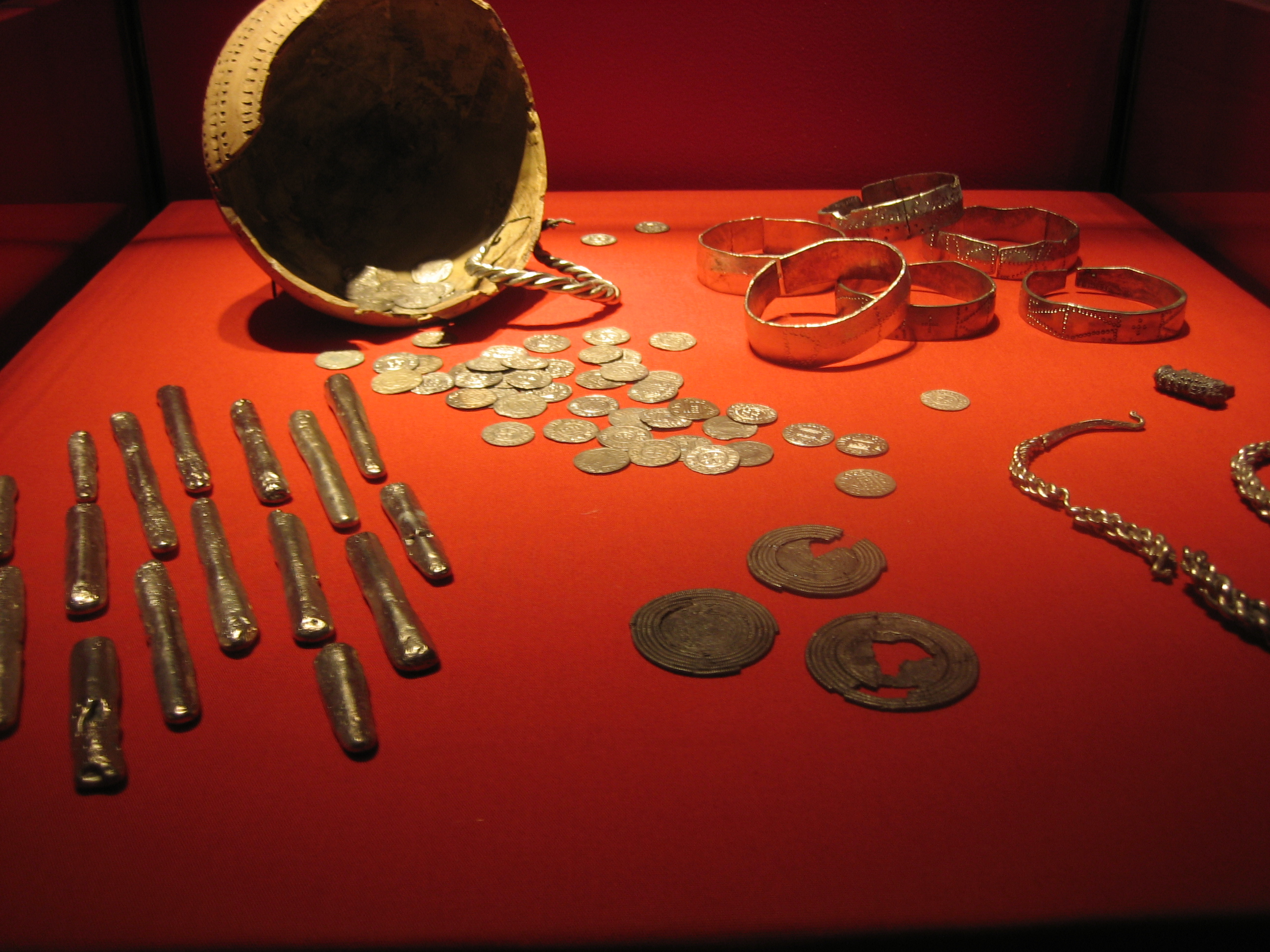
En vikingatida skatt på museum i Leiden.

En skatt består av ett eller flera värdefulla föremål som har varit gömda under så lång tid att ägaren inte längre kan spåras. 
En skatt kan innehålla ädelmetaller, ädelstenar, smycken eller mynt. Begreppet "skatt" kan även användas för att understryka ett särskilt kulturellt värde, exempelvis "kulturskatt" för en värdefull byggnad eller en samling unika böcker. 
I samband med skattfynd gäller i Sverige Lag (1988:950) om kulturminnen m.m. Forntida skatter skall alltid anmälas till Riksantikvarieämbetet och en "skälig ersättning" utgår.

## Populärkultur

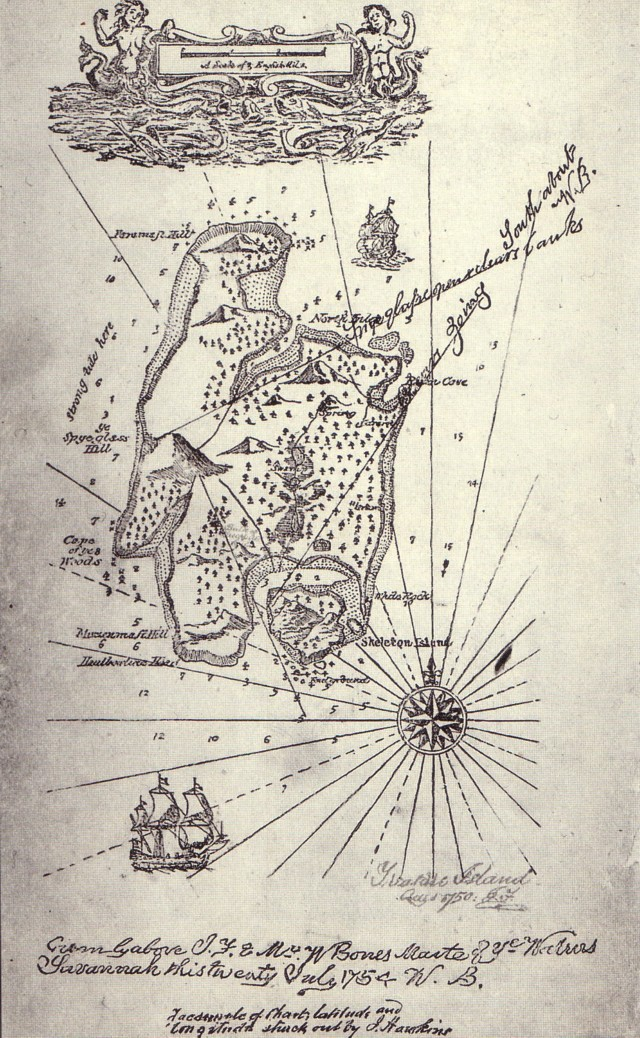
Skattkarta, troligtvis av Robert Louis Stevenson

Skatter och skattjakter förekommer ofta i populärkulturen, och främst inom den så kallade sjörövargenren. Ett av de mest kända verken är Skattkammarön av Robert Louis Stevenson från 1883. Ofta förekommer då en skattkarta där skatten utmärks med ett kryss.